# Ganyra
Ganyra is een geslacht in de orde van de Lepidoptera (vlinders) familie van de Pieridae (Witjes).
Ganyra werd in 1820 beschreven door Billberg.

## Soorten
Ganyra omvat de volgende soorten:
- Ganyra howarthi - (Dixey, 1915)
- Ganyra josephina - (Godart, 1819)
- Ganyra phaloe - (Godart, 1819)